# Ranieri di Calzabigi
Ranieri Simone Francesco Maria de Calzabigi, llamado Ranieri de’ Calzabigi o Raniero di Calzabigi (1714 - 1795), fue un poeta y libretista italiano. Nació en Livorno (Liorna), región de Toscana, Italia, el 23 de diciembre de 1714 y murió en Nápoles, Italia, en julio de 1795. Es famoso sobre todo por sus colaboraciones con el compositor Christoph Willibald Gluck en sus "óperas de reforma".

## Biografía
Probablemente estudió en Livorno y en Pisa y participó en la Academia Etrusca de Cortona y en la Academia de la Arcadia, bajo el nombre de Liburno Drepanio. Raniero di Calzabigi escribió sus primeros libros en 1740, los cuales guardaban una gran semejanza a los de Pietro Metastasio, cuyas obras se comenzaron a editar en París en 1750. Pasó la década de 1750 en París, donde se hizo muy amigo de Giacomo Casanova. Aquí exploró su interés por la ópera, publicando una edición de las obras de Metastasio, el más famoso libretista de la ópera seria. Sin embargo, Calzabigi también estaba impresionado por la tragedia lírica francesa, y deseoso de reformar la ópera italiana haciéndola más simple y efectivamente dramática. En 1761 se estableció en Viena donde encontró a reformistas que pensaban como él: Christoph Willibald Gluck; Conde Giacomo Durazzo, el director teatral; Gasparo Angiolini, el coreógrafo; Giovanni Maria Quaglio, el director de escena; y el castrato Gaetano Guadagni. Juntos trabajaron en la rupturista ópera de Gluck, Orfeo ed Euridice en 1762. Calzabigi escribió después el libreto para la ópera Alceste, en 1767, que más adelante abandonó las prácticas de la ópera seria en favor de una "noble simplicidad". En el prefacio de esta obra, firmada por Gluck, Calzabigi explicó su manifiesto para reformar la ópera. Le siguió una tercera colaboración, Paride ed Elena, en 1770. Con el coreógrafo Angiolini también escribió un escenario al ballet reformista de Gluck, Don Juan, en 1761. 
En 1774 fue expulsado de la corte vienesa como resultado de un escándalo y pasó a residir en Pisa y en 1780 en Nápoles, donde escribió sus dos último libretos, Elfrida (1792) y Elvira (1794), ambos con música por Giovanni Paisiello.